# 나와 그녀가 마왕과 용사로 학생회장
《나와 그녀가 마왕과 용사로 학생회장》(俺と彼女が魔王と勇者で生徒会長)은 일본의 작가 아이카와 조가 쓰고, 대한민국의 삽화가 H2SO4가 삽화를 담당한 라이트 노벨이다. 아스키 미디어 웍스의 전격 문고에서 발행되었다. 1권 발행 후 표절 논란이 일어 작가는 그것을 인정했으며 전격 문고 편집부 측은 판매 중지와 절판, 회수 조치를 결정했다.

## 개요
제 16회 전격 소설 대상 최종 심사작으로, 아이카와 조의 데뷔작이다. 삽화는 대한민국의 유명 게임 원화가이자 삽화가이며 일본에서도 활동한 경력이 있는 H2SO4가 대한민국 최초로 일본 라이트 노벨 원서의 삽화를 담당했으며(대한민국의 삽화가가 일본 라이트 노벨의 한국어 번역본 삽화만을 담당한 경우는 Missing이 최초), 이로 인해 대한민국에서도 화제를 불러일으켰다. 발매 시작 이후 많은 호평과 폭발적인 판매 부수로 채 한 달도 되지 않아 2판 발행이 결정되었다.
그러나 일부 독자들이 패미통 문고(엔터 브레인)에서 발매되는 이노우에 켄지의 유명 라이트 노벨 '바보와 시험과 소환수'와 서술 및 표현 구조, 유머 등이 유사하다는 지적을 내놓았고, 표절 논란으로 불거져 2010년 6월 8일 전격 문고 편집부가 작가의 사과문 게재와 함께 절판 및 회수를 결정했다. 일반 언론에서도 보도되었다. 또한, 2010년 6월 10일 '전격 문고 MAGAZINE Vol. 14'에서 공개될 예정이었던 단편 소설도 중단되었다.
절판 시점의 발행 부수는 2판 4만 5천 부. 절판 결정 이후, 중고 거래 사이트에서 가격이 상승하고 있다.

## 스토리
먼 옛날, 사람이 다스리는 땅에 인외(人外)가 나타났다. 여러 차례 충돌을 거쳐 공존하고 있는 현대. 이 두 종족의 공존을 더 높이기 위해 만들어진, 인간 측의 '용사 학생회'와, 인외 측의 '마왕 학생회'가 있는 '세이토 학원(聖桐学園)'에 입학한 주인공, 토자와 코타로는, 어느 날 갑자기 마왕 학생회장이 된다. 한편, 소꿉친구인 후시기노 앨리스는 적대하는 용사 학생회장이며, 코타로는 정체를 숨긴 채, (본래 적대하는) 소꿉친구와 학원 생활을 보내게 될 것이다. . .

## 등장인물

### 주요 인물
토자와 코타로(兎沢 紅太郎 토자와 코우타로우[*])
주인공, 인간. 특기는 뇌내장기. 성적, 운동 모두 평균치로 자주 발판상어(小判ザメ)라고 놀려진다. 어느 날, 선대 마왕 학생회장에게 주목받아 이번 학기의 마왕 학생회장에 취임한다. 전용 슈트와 복면으로 정체를 숨기고 있다.
후시기노 앨리스(伏城野 アリス 후시기노 아리스[*])
코타로의 소꿉친구로, 성적 우수에 스포츠 만능의 미인. 그로 인해, 용사 학생회장에 발탁된다. 코타로에게 연애 감정을 가지고 있지만 항상 맴돌기만 한다. 사람이 좋은 탓인지 속임수가 발생하는 경기를 싫어해 장기에 매우 약하다. 성인 '후시기노'는 일본어로 '이상한'이라는 뜻의 동음이의어를 갖고 있으며, 이상한 나라의 앨리스를 연상시키는 것으로 추정된다.

### 마왕 학생회
쿠조인 카가미(九条院 鑑美 쿠죠우인 카가미[*])
천재라고 불리는 흡혈귀, 마왕학생회 부회장. 코타로가 마왕 학생회장이 된 것을 불만스럽게 생각하고 있었다.
유키노(雪乃)
마왕의 비서인 인조인간. 항상 과묵하고, 변신까지 한다.
보시 야에(紡糸 夜依 보우시 야에[*])
마왕 학생회의 비서.
릴리(リリィ 리리이[*])
선대 학생회장의 연패를 중지한 서큐버스. 코타로를 학생회장으로 만든 장본인이다.

### 선대 용사 학생회
원래 용사(元勇者)
전 용사 학생회장이다. 이름을 말하려고 하기 직전에 항상 누군가에게 막혀 이름은 불명이다.
콘고 무사시(金剛武蔵 콘고우 무사시[*])
전 용사 학생회 부회장이다.
미츠바 카에데(三葉楓)
전 용사 학생회 서기이다.
쿠로노 마고코로(黒野真心)
전 용사 학생회 의장이다.

## 용어
세이토 학원(聖桐学園 세이토 가쿠엔[*])
이 작품의 중심 무대. 원래 인간과 인외는 다른 학교에 가는 것이 보통이지만, 이 학교는 일본 최초의 인간과 인외의 공학인 시험 기관이다. 따라서, 용사 학생회와 마왕 학생회의 2개 학생회가 설치되어 있으며, 인간과 인외가 서로 의식하여 서로 능력 향상을 도모한다는 슬로건을 체현하기 위해 2개의 학생회가 '학생회전'을 벌인다.
용사 학생회(勇者生徒会 유우샤 세이토카이[*])
인간 측의 학생회로, 학생회장은 '용사'라는 칭호를 얻는다.
마왕 학생회(魔王生徒会 마오우 세이토카이[*])
인외 측의 학생회로, 학생회장은 '마왕'이라는 칭호를 얻는다.
학생회전(生徒会戦 세이토카이센[*])
용사 학생회와 마왕 학생회의 대결이다. 마왕은 3학년이 될 때까지 1년간 정체를 용사를 포함한 전교생에게 알려지지 않는다. 1년간 정체를 숨기는 데 성공하면 마왕 학생회 측의 승리, 밝혀지면 용사 학생회 측의 승리이다. 승리한 측이 3학년 학생회가 된다.

## 단행본 목록
1. 나와 그녀가 마왕과 용사로 학생회장, 2010-05-10, ISBN 978-40-4868-548-1

## 같이 보기
- H2SO4
- 바보와 시험과 소환수
- 표절